# Valutapolitik
Valutapolitik kallas de åtgärder som staten och centralbanken vidtar för att påverka den egna valutans växelkurs. Det är en sorts penningpolitik.